# Bank (roman)
Pour les articles homonymes, voir Bank.
Bank est un roman d'Arthur Hailey paru en 1975.